# Groupe de NGC 5156
Le groupe de NGC 5156 comprend au neuf galaxies situées dans la constellation du Centaure. La distance moyenne entre ce groupe et la Voie lactée est d'environ 48,7 Mpc (∼159 millions d'al). 

## Membres
Le tableau ci-dessous liste les neuf galaxies du groupe indiquées dans l'article de A.M. Garcia paru en 1993.
| Nom                      | Class.       | Type                  | α (J2000.0)   | δ (J2000.0)  | Vitesse radiale (km/s) | m                  | Distance (Mpc) | Diamètre (kal) |
| ------------------------ | ------------ | --------------------- | ------------- | ------------ | ---------------------- | ------------------ | -------------- | -------------- |
| NGC 5064                 | (R')SAab     | Spirale               | 13h 18m 59.9s | -47° 54′ 31″ | 2980 ± 5               | 11,8               | 47,5 ± 3,3     | 183            |
| NGC 5156                 | SB(r)b       | Spirale barrée        | 13h 28m 44.1s | -48° 55′ 01″ | 2988 ± 4               | 11,7               | 47,5 ± 3,3     | 178            |
| ESO 269-57               | (R')SAB(r)ab | Spirale intermédiaire | 13h 10m 04.4s | -46° 26′ 14″ | 3106 ± 5               | 11,30 ± 0,09       | 49,6 ± 3,5     | 216            |
| ESO 269-74               | S0(r)        | Lenticulaire          | 13h 14m 23.4s | -46° 06′ 46″ | 3109 ± 12              | 5,120 ± 0,242 Jy A | 49,6 ± 3,5     | 164            |
| ESO 269-85               | SAB(rs)c     | Spirale intermédiaire | 13h 19m 58.9s | -47° 16′ 55″ | 2868 ± 6               | 10,46              | 45,9 ± 3,2     | 104            |
| ESO 220-8                | SA(s)b?      | Spirale               | 13h 26m 05.6s | -48° 14′ 09″ | 3024 ± 10              | 11,02 ± 0,18       | 48,1 ± 3,4     | 85             |
| ESO 269-80               | SA0^0        | Lenticulaire          | 13h 19m 00.9s | -47° 15′ 28″ | 3202 ± 40              | 12,25              | 50,9 ± 3,6     | 79             |
| ESO 269-90               | SAB0-        | Lenticulaire          | 13h 20m 50.6s | -47° 13′ 06″ | 3145 ± 32              | 12,23 ± 0,09       | 50,0 ± 3,5     | 78             |
| ESO 269-74A (=PGC 46030) | SBc? pec     | Spirale barrée        | 13h 14m 25.4s | -46° 06′ 22″ | 3110 ± 8               | 11,78 ± 0,09       | 49,6 ± 3,5     | 227            |

- A Dans l'infrarouge lointain.

Le site DeepskyLog permet de trouver aisément les constellations des galaxies mentionnées dans ce tableau ou si elles ne s'y trouvent pas, l'outil du site constellation permet de le faire à l'aide des coordonnées de la galaxie. Sauf indication contraire, les données proviennent du site NASA/IPAC. 